# Stéphane Degout
Stéphane Degout (Bourg-en-Bresse, 9 giugno 1975) è un baritono francese.

## Biografia

### Formazione e debutto
Nato a Bourg-en-Bresse, Stéphane Degout ha studiato al Conservatorio nazionale superiore di musica e danza di Lione. Ha fatto il suo debutto professionale nel luglio 1998 come Papageno ne Il flauto magico in occasione del Festival d'Aix-en-Provence, ritornando poi a cantare il ruolo l'anno successivo a Losanna.

### Anni 2000
Trascorse il primo paio d'anni della sua carriera all'Opéra national de Lyon, dove ampliò il proprio repertorio con i ruoli di Schaunard ne La boheme, Sid in Albert Herring, Wagner in Faust, Dandini ne La Cenerentola, il Marchese ne La traviata, Gunio in The Rape of Lucretia, Guglielmo in Così fan tutte e tornando poi a interpretare Papageno.
Nell'agosto del 2001 fece il suo debutto sulle scene britanniche come Papageno ad Edimburgo e due mesi dopo fece il suo esordio parigino in Billy Budd, a cui seguì una nuova produzione de La bohème sempre a Parigi. Nel 2002 fu Papageno a Rouen, Caen e Lisbona, Arlecchino in Ariadne auf Naxos a Lione e Parigi, Orfeo nell'opera di Monteverdi a Bruxelles e concluse l'anno interpretando Schaunard nella capitale belga.
Nel 2003 fu Borilée in Les Boréades a Parigi e Caen, Figaro ne Le nozze mozartiane a Montepellier, Orfeo ad Innsbruck, Frate Leone in San Francesco d'Assisi a Bochum, Arlecchino nell'Ariadne auf Naxos a Parigi e tenne un recital a Losanna. Nel 2004 fu Claudio in Béatrice et Bénédict, Papageno ne Il flautuo magico, Arlecchino in Ariadne e Albert in Werther a Parigi. Nel 2005 interpretò ancora Papageno a Bruxelles e Parigi, Guglielmo ad Aix-en-Provence e Parigi e fece il suo debutto alla Metropolitan Opera House come Mercuzio in Romeo e Giulietta. Nel 2006 cantò ancora in Così fan tutte a Bruxelles, a Salisburgo, alla Wiener Staatsoper e all'Opéra Garnier, tenne recital a Lille e Parigi e cantò il Conte d'Almaviva a Montpellier.
Nel 2007 ampliò il proprio repertorio cantando le opere di Monteverdi Il combattimento di Tancredi e Clorinda e il Vespro della Beata Vergine a Berlino, oltre a cantare nuovamente L'Orfeo nelle capitali tedesche e austriache. Tenne inoltre dei recital a Nantes e Bordeaux e fece il suo esordio al Festival di Glyndebourne come Guglielmo in Così Fan Tutte, interpretò Figaro all'Opera di Parigi, tornò a calcare le scene del Metropolitan come Papageno e fece il suo debutto alla Royal Opera House come Dandini ne La Cenerentola. Nel 2008 ha aggiunto al suo repertorio il ruolo di Oreste in Ifigenia in Tauride (Parigi), Pelléas in Pelléas et Melisande (Bruxelles) e diversi ruoli ne Les Indes Galantes, interpretato a Londra, Praga e Bruxelles. Nel 2009 fu ancora Pelléas e Vienna, fece il suo esordio come Teseo in Hyppolyte et Aricie a Tolosa, come Silvio in Pagliacci ad Orange e come Frank in Die tote Stadt a Parigi.

### Anni 2010
Nel 2010 fu Dandini a Parigi, Oreste in Ifigenia in Tauride a Vienna e il protagonista di Don Chisciotte in Sierra Morena ad Amsterdam e Bruxelles, Guglielmo e Mercuzio alla Royal Opera House e ancora Pelléas al Metropolitan.
Nel 2011 ampliò il proprio repertorio come Rimbaud ne Il Conte Ory al Metropolitan, Amleto nell'Hamlet a Colmar, Orlando nell'Orlando Paladino ad Edimburgo, Wolfram von Eschenbach in Tannhäuser a Parigi e fece il suo debutto all'Opera di Chicago come Papageno.
Nel 2012 tenne un recital a Bruxelles e tornò a cantare i ruoli di Amleto (Vienna), Teseo (Parigi), Pelléas (Verbier, Parigi) e fu Oronto in Medea a Parigi, tornando a cantare la parte l'anno dopo a Lille. Sempre nel 2013 cantò i suoi ruoli storici di Pelléas e Amleto a Bruxelles, Teseo al Festival di Glyndebourne e del Conte di Almaviva a Monaco, mentre nel 2014 fece il suo esordio scaligero come Rimbaud ne Il conte Ory e aggiunse al proprio repertorio il ruolo di Oreste nell'Ifigenia in Aulide; cantò anche Pelléas alla Royal Opera House e Gabriel von Eisenstein ne Il pipistrello a Parigi. Sempre nel 2014 ottenne la sua prima candidatura al Grammy Award per la migliore incisione di un'opera lirica per Hyppolite et Aricie.
Il 2015 e il 2016 lo videro impegnato nei suoi ruoli ricorrenti di Pelléas a Parigi, del Conte di Almaviva a Vienna e alla Royal Opera House e Don Chisciotte a Vienna, ma anche nell'esordio come Ercole nell'Alceste di Gluck all'Opera Garnier.
Nel 2017 fu Ulisse ne Il ritorno di Ulisse in Patria a Bruxelles, Amsterdam e Vienna, Corebo in un allestimento concertistico de Les Troyens a Strasburgo e cantare nella prima assoluta dell'opera Pinocchio ad Aix-en-Provence.
Nel 2018 tornò a Lione dopo una lunga assenza come Rodrigo nel Don Carlo e nello stesso anno fece il suo ritorno alla Royal Opera House in una nuova opera, Lessons in Love and Violence, in cui interpretava il protagonista Edoardo II. Sempre nello stesso anno cantò i suoi ruoli ricorrenti di Hamlet e Pelléas al Théâtre national de l'Opéra-Comique.
Nel 2019 tornò ad interpretare Corebo in sette rappresentazioni de Les Troyens all'Opera nazionale di Parigi, cantò Valentin nel Faust alla Royal Opera House e a Yorkyo, Edoardo II in Lessons in Love and Violence a Lione e Oreste in Ifigenia en Tauride e il Conte di Almaviva al Théâtre des Champs-Elysées. Nello stesso anno ha ricevuto la sua canidatura al Premio Grammy per Lessons in Love and Violence.

### Anni 2020
Nelle stagioni 2019/2020 e 2020/2021 molti impegni furono annullati a causa della pandemia di COVID-19, ma ebbe comunque modo di cantare i ruoli di Teseo all'Opéra Comique, Edoardo II in Lessons in Love and Violence a Madrid, Ford in Falstaff a Lione, Mosca e Berlino, il ruolo di Gesù ne La passione secondo Matteo di Bach a Pamplona, Barcelona e Versailles e Wozzeck all'Opera di Montecarlo. Nel 2025 canta nella prima mondiale di Festen alla Royal Opera House.

## Repertorio
| Ruolo                           | Titolo                                  | Autore      |
| ------------------------------- | --------------------------------------- | ----------- |
| Re                              | Lessons in Love and Violence            | Benjamin    |
| Wozzeck                         | Wozzeck                                 | Berg        |
| Claudio                         | Béatrice et Bénédict                    | Berlioz     |
| Corebo                          | Les Troyens                             | Berlioz     |
| Junius                          | The Rape of Lucretia                    | Britten     |
| Amico del Novizio               | Billy Budd                              | Britten     |
| Sid                             | Albert Herring                          | Britten     |
| Eugenio Onegin                  | Eugenio Onegin                          | Čajkovskij  |
| Oronto                          | Medea                                   | Charpentier |
| Pelléas Golaud                  | Pelléas et Mélisande                    | Debussy     |
| Nilakantha                      | Lakmé                                   | Delibes     |
| Ercole                          | Alceste                                 | Gluck       |
| Oreste                          | Ifigenia in Tauride                     | Gluck       |
| Oreste                          | Ifigenia in Aulide                      | Gluck       |
| Wagner Valentin                 | Faust                                   | Gounod      |
| Mercuzio                        | Romeo e Giulietta                       | Gounod      |
| Orlando                         | Orlando Paladino                        | Haydn       |
| Frank Fritz                     | Die tote Stadt                          | Korngold    |
| Silvio                          | Pagliacci                               | Leoncavallo |
| Albert                          | Werther                                 | Massenet    |
| Frate Leone                     | San Francesco d'Assisi                  | Messiaen    |
| Testo                           | Il combattimento di Tancredi e Clorinda | Monteverdi  |
| Ulisse                          | Il ritorno d'Ulisse in patria           | Monteverdi  |
| Orfeo                           | L'Orfeo                                 | Monteverdi  |
| Guglielmo                       | Così fan tutte                          | Mozart      |
| Papageno                        | Il flauto magico                        | Mozart      |
| Conte di Almaviva Figaro        | Le nozze di Figaro                      | Mozart      |
| Giove                           | Orfeo all'inferno                       | Offenbach   |
| Schaunard                       | La bohème                               | Puccini     |
| Teseo                           | Hippolyte et Aricie                     | Rameau      |
| Borilée                         | Les Boréades                            | Rameau      |
| Adario Osman Huascar Don Alvaro | Les Indes galantes                      | Rameau      |
| Le Chat L'Horloge Comtoise      | L'Enfant et les sortilèges              | Ravel       |
| Dandini                         | La Cenerentola                          | Rossini     |
| Rimbaud                         | Il Conte Ory                            | Rossini     |
| Gabriel                         | Il pipistrello                          | Strauss     |
| Arlecchino                      | Ariadne auf Naxos                       | Strauss     |
| Amleto                          | Hamlet                                  | Thomas      |
| Rodrigo                         | Don Carlo                               | Verdi       |
| Ford                            | Falstaff                                | Verdi       |
| Marchese d'Obigny               | La traviata                             | Verdi       |
| Wolfram von Eschenbach          | Tannhäuser                              | Wagner      |